# Патрік Фредрікссон
Патрік Фредрікссон (швед. Patrik Fredriksson; нар. 16 травня 1973) — колишній шведський тенісист.
Найвищу одиночну позицію світового рейтингу — 84 місце досяг 13 січня 1997, парну — 110 місце — 28 липня 1997 року.
Здобув 3 одиночні титули.
Найвищим досягненням на турнірах Великого шолома було 2 коло в парному розряді.

## Фінали турнірів ATP за кар'єру

### Парний розряд: 2 (2 поразки)
| Легенда                         |
| ------------------------------- |
| Турніри Великого шлема (0–0)    |
| Фінали Світового туру ATP (0–0) |
| Серія Мастерс ATP (0–0)         |
| Серія турнірів ATP (0–0)        |
| Світова серія ATP (0–2)         |

| Фінали за покриттям |
| ------------------- |
| Тверде (0–1)        |
| Ґрунт (0–0)         |
| Трава (0–0)         |
| Килим (0–1)         |

| Фінали за типом корту |
| --------------------- |
| Відкритий корт (0–1)  |
| Закритий корт (0–1)   |

| Результат | В-П | Дата     | Турнір                       | Рівень        | Покриття | Партнер       | Суперники                         | Рахунок  |
| --------- | --- | -------- | ---------------------------- | ------------- | -------- | ------------- | --------------------------------- | -------- |
| Поразка   | 0–1 | Січ 1997 | Qatar ExxonMobil Open, Катар | Світова серія | Тверде   | Магнус Норман | Якко Елтінг Паул Гаргейс          | 3–6, 2–6 |
| Поразка   | 0–2 | Лют 1998 | Спліт, Хорватія              | Світова серія | Килим    | Фредрік Берг  | Мартін Дамм Їржі Новак (тенісист) | 6–7, 2–6 |

## Фінали ATP Челленджер і ITF Ф'ючерс

### Одиночний розряд: 10 (7–3)
| Легенда              |
| -------------------- |
| ATP Челленджер (3–2) |
| ITF Ф'ючерс (4–1)    |

| Фінали за покриттям |
| ------------------- |
| Тверде (4–0)        |
| Ґрунт (3–2)         |
| Трава (0–0)         |
| Килим (0–1)         |

| Результат | В-П | Дата     | Турнір                                | Рівень     | Покриття | Суперник         | Рахунок       |
| --------- | --- | -------- | ------------------------------------- | ---------- | -------- | ---------------- | ------------- |
| Поразка   | 0-1 | Лют 1996 | Ліппштадт, Німеччина                  | Челленджер | Килим    | Гендрік Дрікманн | 3–6, 4–6      |
| Перемога  | 1-1 | Тра 1996 | Дрезден, Німеччина                    | Челленджер | Ґрунт    | Гало Бланко      | 6–4, 6–4      |
| Перемога  | 2-1 | Жов 1996 | Танаґура, Японія                      | Челленджер | Тверде   | Елберт Чанг      | 6–1, 5–7, 6–4 |
| Поразка   | 2-2 | Жов 1996 | Сеул, Південна Корея                  | Челленджер | Ґрунт    | Жайме Онсінс     | 6–1, 1–6, 2–6 |
| Перемога  | 3-2 | Лис 1996 | Реюньйон, Реюньйон                    | Челленджер | Тверде   | Тьєррі Шампйон   | 5–7, 6–0, 6–3 |
| Перемога  | 4-2 | Бер 1998 | Греція F1, Seros                      | Ф'ючерс    | Тверде   | Фредрік Лувен    | 6–2, 6–2      |
| Перемога  | 5-2 | Бер 1998 | Греція F2, Каламата                   | Ф'ючерс    | Тверде   | Лоренцо Манта    | 6–2, 6–1      |
| Перемога  | 6-2 | Кві 1999 | Велика Британія F4, Hatfield          | Ф'ючерс    | Ґрунт    | Жан-Рене Лінар   | 7–6, 2–6, 7–6 |
| Поразка   | 6-3 | Тра 1999 | Велика Британія F6, Ньюкасл-апон-Тайн | Ф'ючерс    | Ґрунт    | Люк Мілліген     | 4–6, 4–6      |
| Перемога  | 7-3 | Тра 1999 | Велика Британія F7, Единбург          | Ф'ючерс    | Ґрунт    | Юрій Щукін       | 6–4, 6–4      |

### Парний розряд: 5 (1–4)
| Легенда              |
| -------------------- |
| ATP Челленджер (0–3) |
| ITF Ф'ючерс (1–1)    |

| Фінали за покриттям |
| ------------------- |
| Тверде (1–1)        |
| Ґрунт (0–3)         |
| Трава (0–0)         |
| Килим (0–0)         |

| Результат | В-П | Дата     | Турнір               | Рівень     | Покриття | Партнер       | Суперники                           | Рахунок       |
| --------- | --- | -------- | -------------------- | ---------- | -------- | ------------- | ----------------------------------- | ------------- |
| Поразка   | 0–1 | Бер 1996 | Агадір, Марокко      | Челленджер | Ґрунт    | Магнус Норман | Джаред Палмер Хрісто ван Ренсбург   | 6–3, 3–6, 2–6 |
| Поразка   | 0–2 | Вер 1996 | Простейов, Чехія     | Челленджер | Ґрунт    | Фредрік Берг  | Матіас Гунінґ Джек Вейт             | 3–6, 6–7      |
| Поразка   | 0–3 | Жов 1996 | Сеул, Південна Корея | Челленджер | Ґрунт    | Фредрік Берг  | Лі Хьон Тхек Юн Йон Їл              | 4–6, 4–6      |
| Поразка   | 0–4 | Бер 1998 | Греція F1, Seros     | Ф'ючерс    | Тверде   | Фредрік Лувен | Фредрік Берг Ян Германссон          | 3–6, 2–6      |
| Перемога  | 1–4 | Кві 2003 | Кувейт F1, Mishref   | Ф'ючерс    | Тверде   | Калле Флюґт   | Амадеус Фулфорд-Джонс Рамін Разіяні | 6–2, 6–2      |

## Часовий графік результатів
| W | Ф | ПФ | ЧФ | #Р | КТ | К# | DNQ | A | NH |

### Одиночний розряд
| Турніри Великого шлему                 |     |     |     |     |     |     |     |       |     |    |
| Відкритий чемпіонат Австралії з тенісу |     | 1р  | 1р  |     | К1р |     |     | 0 / 2 | 0–2 | 0% |
| Відкритий чемпіонат Франції з тенісу   | К2р | 1р  | 1р  | К2р | К1р |     |     | 0 / 2 | 0–2 | 0% |
| Вімблдонський турнір                   | К2р |     | 1р  |     |     |     | К2р | 0 / 1 | 0–1 | 0% |
| Відкритий чемпіонат США з тенісу       |     |     | 1р  |     |     |     |     | 0 / 1 | 0–1 | 0% |
| В-П                                    | 0–0 | 0–2 | 0–4 | 0–0 | 0–0 | 0–0 | 0–0 | 0 / 6 | 0–6 | 0% |
| Тур ATP Мастерс 1000                   |     |     |     |     |     |     |     |       |     |    |
| Монте-Карло                            |     | 1р  |     |     |     |     |     | 0 / 1 | 0–1 | 0% |
| В-П                                    | 0–0 | 0–1 | 0–0 | 0–0 | 0–0 | 0–0 | 0–0 | 0 / 1 | 0–1 | 0% |